# Anstey (Hertfordshire)
Anstey – wieś w Anglii, w hrabstwie Hertfordshire, w dystrykcie East Hertfordshire. Leży 22 km na północny wschód od miasta Hertford i 54 km na północ od centrum Londynu.